# 대문 (보덕국)
대문(大文, ?~ 684년)은 고구려와 보덕국의 왕족이자 군인이다. 삼국사기 신라본기 권8의 주석에 의하면 다른 이름은 실복(悉伏)이라 한다. 안승의 친족 또는 조카이다. 683년 안승이 신라에 귀순하자 신라에 대항하여 익산 토성(보덕성)에서 거병해 '대문의 난'을 일으켜 신라에 항전해 신라 장군 핍실(逼實)·김영윤(金令胤)를 죽이는 살해하는 등의 신라에 큰 피해를 줬으나 684년 끝내 붙잡혀 금마저(金馬渚 : 전라북도 익산시)에서 처형당하였다.

## 직위
대문(大文)은 본래 고구려의 유민으로 보덕국의 군주 안승(高安勝)의 아들 혹은 조카라 전해지며 횡성 고씨(橫城 高氏)로 추정된다. 보덕국의 태대형이었던 고연무(高延武)와 함께 보덕국의 최상위 권력층이었을 것으로 추정된다.

## 활동
신문왕대에 신라는 귀족세력을 억누르고 전국을 군현으로 편성한 일원적인 중앙집권체제를 강화해나갔다. 그 일환으로 683년 10월 번속국(藩屬國)이었던 보덕국의 왕 안승을 수도로 불러 신라의 소판(蘇判) 관등을 부여하고 김씨성을 내리고 집과 토지를 주며 수도에 거주하게 하였다. 즉 금마저에 있는 보덕국과 격리시켰다.
이러한 조처에 대한 불만으로 684년 11월 보덕왕 안승의 조카(族子)인 고구려와 보덕국의 왕족이자 보덕국의 장군인 대문(大文)이 모반을 기도하다 처형되니, 이를 계기로 보덕국민들이 반란을 일으켰다. 이 때 격렬한 전투가 벌어져 토벌군인 신라 장군 핍실(逼實)·김영윤(金令胤) 등이 전사하였다.

## 기타
실복(悉伏)이 대문(大文)과 동일인물이라는 설이 있다.

## 같이 보기
- 안승
- 보덕국
- 고연무
- 실복
- 고구려 부흥운동
- 신라
- 신문왕